# University-Mount Wellington
University-Mount Wellington AFC ist ein neuseeländischer Fußballverein, der in Auckland beheimatet ist und zu den erfolgreichsten Clubs des Landes zählt. Seinen heutigen Namen erhielt der Verein durch die Fusion von Mount Wellington AFC und Auckland University AFC.

## Geschichte
Der Verein wurde 1952 unter dem Namen Mount Wellington gegründet. 1968 und 1969 konnte die Northern Premier League gewonnen werden. Bei Einführung der New Zealand National Soccer League 1970 gehörte Mt Wellington zu den stärksten Clubs des Landes. Bereits 1971 erreichte die Mannschaft den zweiten Tabellenrang, 1972 konnte der erste nationale Titel gewonnen werden. Ein Jahr später folgte der Gewinn des ersten Pokaltitels. Insgesamt gewann Mount Wellington sechsmal die Meisterschaft sowie fünfmal den Pokalwettbewerb.

## Erfolge
- Neuseeländischer Meister:
  - 1972, 1974, 1978, 1987, 1988, 1991
- Neuseeländischer Pokalsieger:
  - 1973, 1980, 1982, 1983, 1990

## Spieler
- Tony Sibley (1972–1981)
- Dave Taylor (1972–1981)
- Ricki Herbert (1978, 1980–1982, 1986–1989)
- Glen Adams (1981–1982)
- Billy McClure (1982)
- Rodger Gray (1989)
- Manoa Masi (1999)

## Trainer
- Ken Armstrong (1970–1975)